# 森岡信治
森岡 信治（もりおか のぶはる）は、戦国時代の武将。津軽氏の家臣。

## 略歴
森岡氏は大浦氏の庶流。
森岡為治の子。別名に光治。通称は源三郎、釆女。受領名は山城守。子に信元。
信治は本家である大浦為則の後見役であり、3000石を領していた。